# Hippolyte-César de Chabrillan
Pour les autres membres de la famille, voir Famille Guigues de Moreton de Chabrillan.
Hippolyte-César Guigues de Moreton, marquis de Chabrillan est un officier et homme politique français né à Paris le 16 novembre 1767, mort à Paris le 16 octobre 1835.
Officier de cavalerie, il émigre et sert dans l'armée de Condé ; il est arrêté en 1794, puis sauvé par le général Bonaparte. Lieutenant-colonel sous la Restauration, il est député de la Drôme de 1815 à 1820 et de 1824 à 1827 ; il intervient peu dans la vie parlementaire.

## Biographie

Armes des Chabrillan.

Né en 1767, Hippolyte-César de Moreton de Chabrillan (généralement appelé Chabrillan, du nom de son titre) est le fils de Joseph-Dominique de Moreton de Chabrillan (1744-1793), maréchal de camp puis général de brigade, et d'Innocente-Aglaé de Vignerot du Plessis de Richelieu d'Aiguillon,. 

### Origine, titre
Il appartient à la branche aînée de la famille de Moreton de Chabrillan, famille du Dauphiné y possédant la terre de Chabrillan, érigée en marquisat par lettres-patentes en 1674. Hippolyte-César hérite du titre de marquis de Chabrillan à la mort de son père en 1793. 

### Officier
Hippolyte-César de Chabrillan suit la carrière des armes. Il entre à l'école des chevau-légers, puis est officier dans le corps des carabiniers, où il devient capitaine en 1786, et est nommé premier écuyer de la comtesse d'Artois. 
Il émigre en 1791, et fait la campagne de 1792 dans l'armée des émigrés commandée par le prince de Condé. Il est arrêté en décembre 1794, et incarcéré à Toulon où il échappe au massacre des prisons de cette ville en mars 1795, sauvé par les généraux Bonaparte et Bizanet,. Transféré à Grasse, il est libéré en mars 1797. 
Chabrillan rentre dans une partie de ses biens après le 18 brumaire. Pendant le Premier Empire, il reste dans une réserve plutôt bienveillante. 
Sous la Restauration, il reçoit plusieurs honneurs et une promotion rapide : chevalier de Saint-Louis le 11 octobre 1814, il est nommé gentilhomme d'honneur de Monsieur en 1815, chef d'escadron le 15 novembre 1815 et lieutenant-colonel le 29 juillet 1816,.

### Député
Le collège électoral du département de la Drôme, dont il est président, l'élit député le 22 août 1815, par 75 voix sur 131 votants et 185 inscrits. Il siège dans la majorité de la Chambre introuvable. 
Chabrillan est réélu député le 4 octobre 1816, par 63 voix sur 124 votants et 177 inscrits. Dans la session de 1819, il proteste contre la qualification de « représentants du peuple français » donnée aux députés dans une pétition. Il ne se présente pas aux élections du 13 novembre 1820. Mais il est élu à la Chambre par le collège du département de la Drôme, le 6 mars 1824, avec 78 voix sur 119 votants et 142 inscrits, contre M. de Cordoue, député sortant, qui n'eut que 39 voix. Il siège à la Chambre septennale près de MM. de Villèle et de Corbière. 
Selon plusieurs biographies pamphlétaires de l'époque, il est l'un des plus nuls parlementaires, paresseux, le premier à crier quand cinq heures sonnent : « A demain ! il est tard ! » ; il ne daigne pas se déplacer pour monter à la tribune et n'intervient que de sa place ; il demande que la Chambre ait plus de jours chômés, et prend prétexte d'obligations simultanées pour ne se rendre à aucune d'entre elles,.  
Battu aux élections du 24 novembre 1827, où il échoue avec 49 voix contre 54 accordées à M. de Cordoue, il quitte alors la vie publique.
Il meurt à Paris en 1835.

### Vie familiale
Il épouse à Paris en février 1784 Antoinette Françoise Marie de Caumont La Force (fille du marquis de Caumont La Force et d'Adélaïde Luce Madeleine de Galard de Béarn-Brassac).
- Ils ont comme enfants :
  - Joséphine-Marie-Zoé Guigues de Moreton de Chabrillan, née en 1788, mariée en 1818 avec Antoine-Joseph Godart, comte de Belbeuf.
  - Alphonse-Louis-Isidore-César-Hippolyte Guigues de Moreton de Chabrillan (1790-1812), officier de carabiniers mort des blessures reçues à la bataille de Wiasma[9].
  - Amédée-Luc Victor (1793-1794).
  - Aglaé-Marie-Éléonore (1796-1798).
  - Alfred-Philibert-Victor de Chabrillan (1800-1871), marquis de Chabrillan, pair de France de 1824 à 1848[2],[1].
  - Fortunée-Louise-Innocente-Malvina Guigues de Moreton de Chabrillan (1801-1866), qui épouse en 1821 Auguste-Victor, comte de Masin de Bouy (1791-1868), lieutenant-colonel du 4e régiment de cuirassiers.

## Fonctions parlementaires
- 22 août 1815 - 5 septembre 1816 : député de la Drôme, majorité ministérielle.
- 4 octobre 1816 - 13 novembre 1820 : député de la Drôme, majorité ministérielle.
- 6 mars 1824 - 5 novembre 1827 : député de la Drôme, majorité ministérielle.

## Sources bibliographiques
- « Chabrillan (Hippolyte-César Guigues de Moreton, marquis de) », dans Adolphe Robert et Gaston Cougny, Dictionnaire des parlementaires français, Edgar Bourloton, 1889-1891 [détail de l’édition] [texte sur Sycomore].
- « Moreton-Chabrillan », notice avec un paragraphe sur Hippolyte-César Guiges, dans Adolphe Rochas, Biographie du Dauphiné: contenant l'histoire des hommes nés dans cette province..., Paris, Charavay, 1860, tome 2, p. 170-172.
- « Hippolyte-César-Guigues de Moreton », dans Justin Brun-Durand, Dictionnaire biographique et biblio-iconographique de la Drôme : contenant des notices sur toutes les personnes de ce département qui se sont fait remarquer par leurs actions ou leurs travaux, avec l'indication de leurs ouvrages et de leurs portraits, tome 2 (H-Z), Grenoble, éd. H. Falque et F. Perrin, 1901, p. 180 (classé à Moreton) [lire en ligne].
- « Chabrillan (le marquis Moreton de) », dans la Biographie des députés de la chambre septennale, Paris, J-G Dentu, 1826, p. 129-131 [lire en ligne].
- « de Moreton de Chabrillan » dans Lainé, Archives généalogiques et historiques de la noblesse de France, ou Recueil de preuves, mémoires et notices généalogiques, servant à constater l'origine, la filiation, les alliances et les illustrations religieuses, civiles et militaires de diverses maisons et familles nobles du royaume, Paris, Lainé, 1841, tome 7 ; biographie de Hippolyte-César en pages 51 à 53 des 75 pages sur cette famille, classée à la lettre M ; ouvrage visible sous Google livres.
- « Chabrillan (de) », dans Louis François L'Héritier, Émile Deschamps, Biographie pittoresque des députés : portraits, mœurs et costumes, Delaunay, Pélicier et Ponthieu, 1820, p. 55-57 [lire en ligne].